# Fritz Boscovits

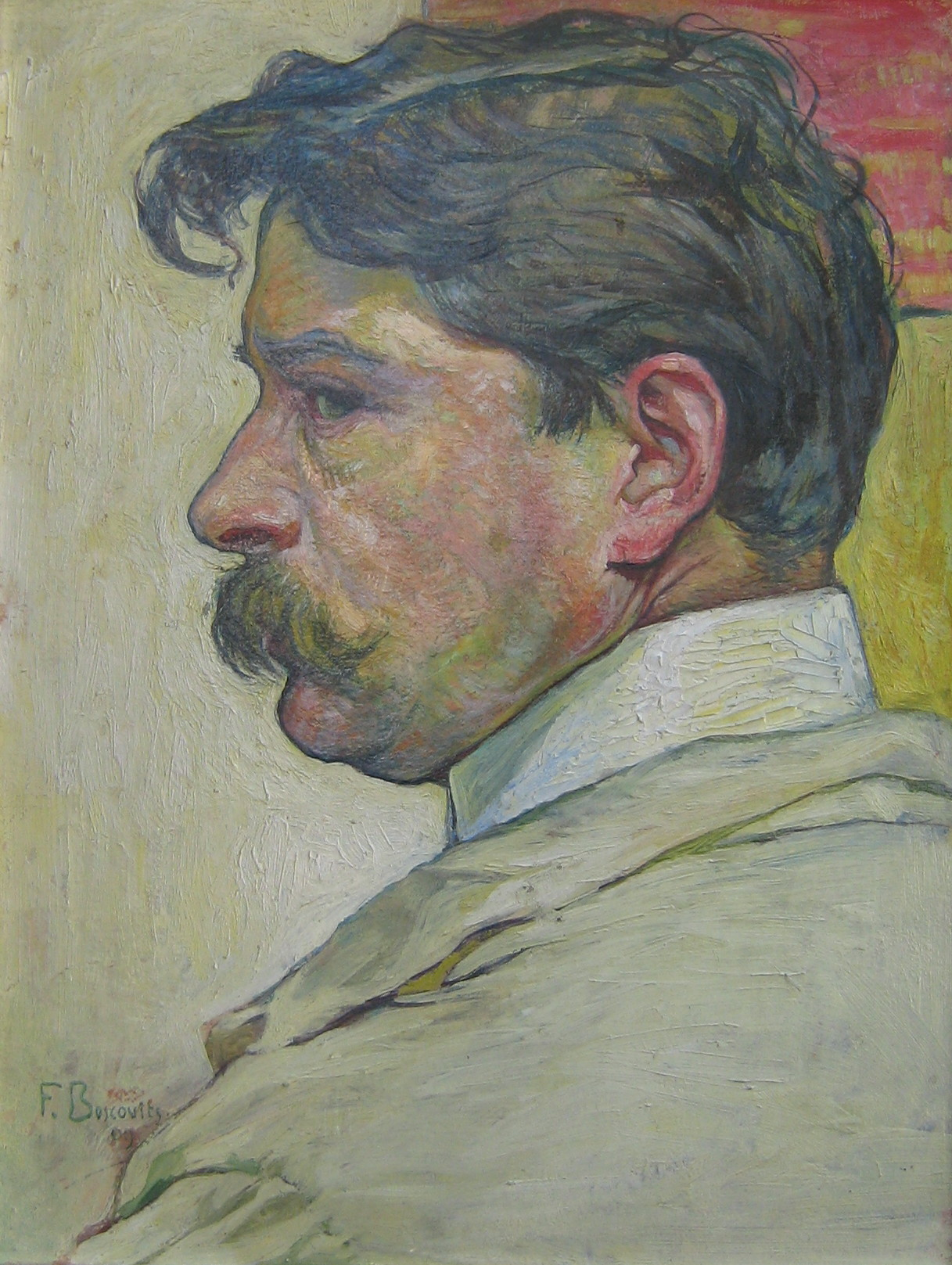
Selbstbildnis, 1909, Öl auf Karton, 42 × 32 cm

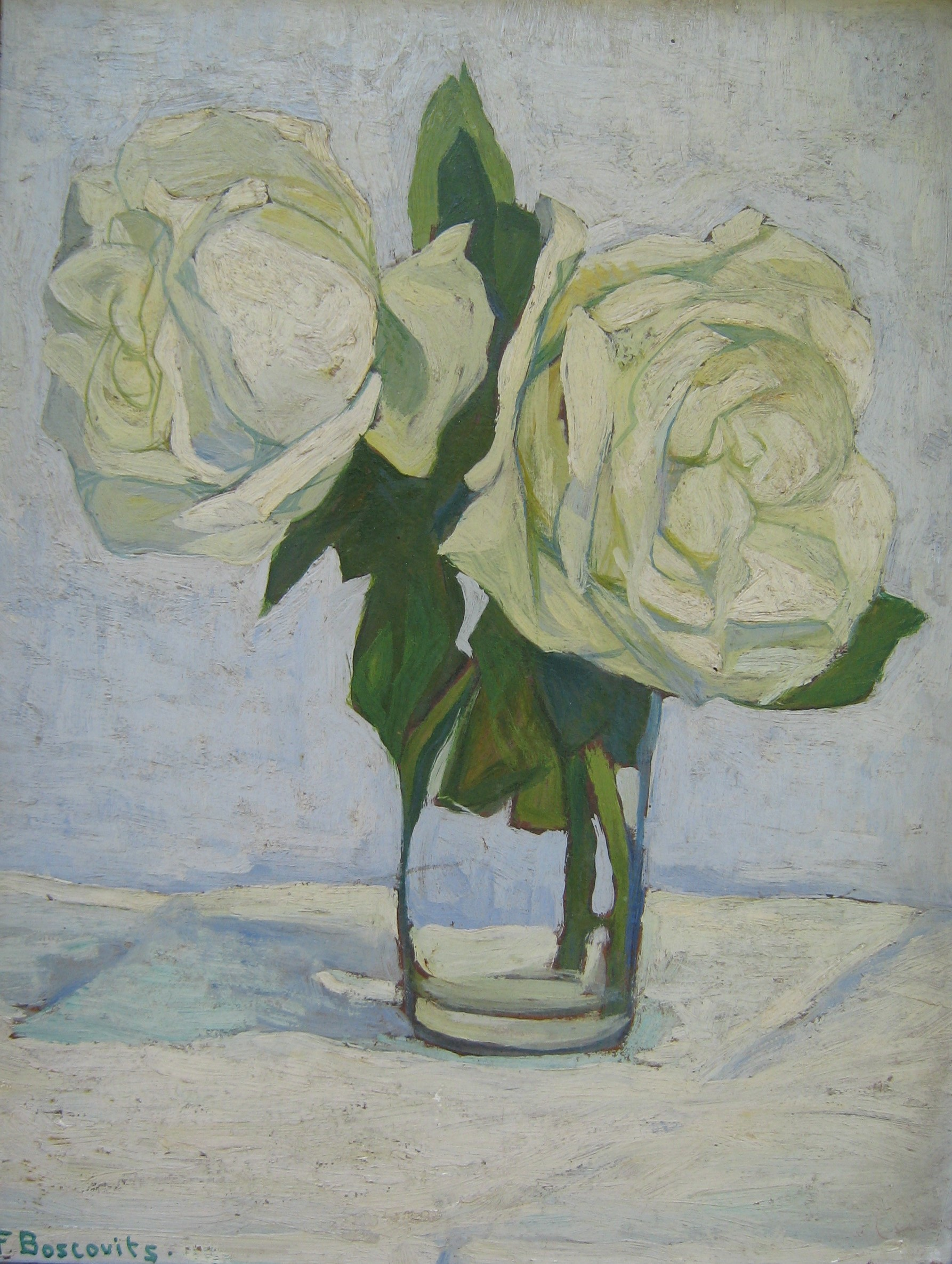
Weisse Rosen, ca. 1908, Öl auf Karton, 34,7 × 26,2 cm

Fritz Boscovits (* 13. November 1871 in Zürich; † 22. Juni 1965 in Kilchberg ZH; eigentlich Franz Friedrich Boscovits, genannt Fritz, später Bosco) war ein Schweizer Maler, Karikaturist und Graphiker. Bereits 1896 und vor allem nach 1930 war er einer der wichtigsten Karikaturisten der Satirezeitschrift Nebelspalter.

## Leben

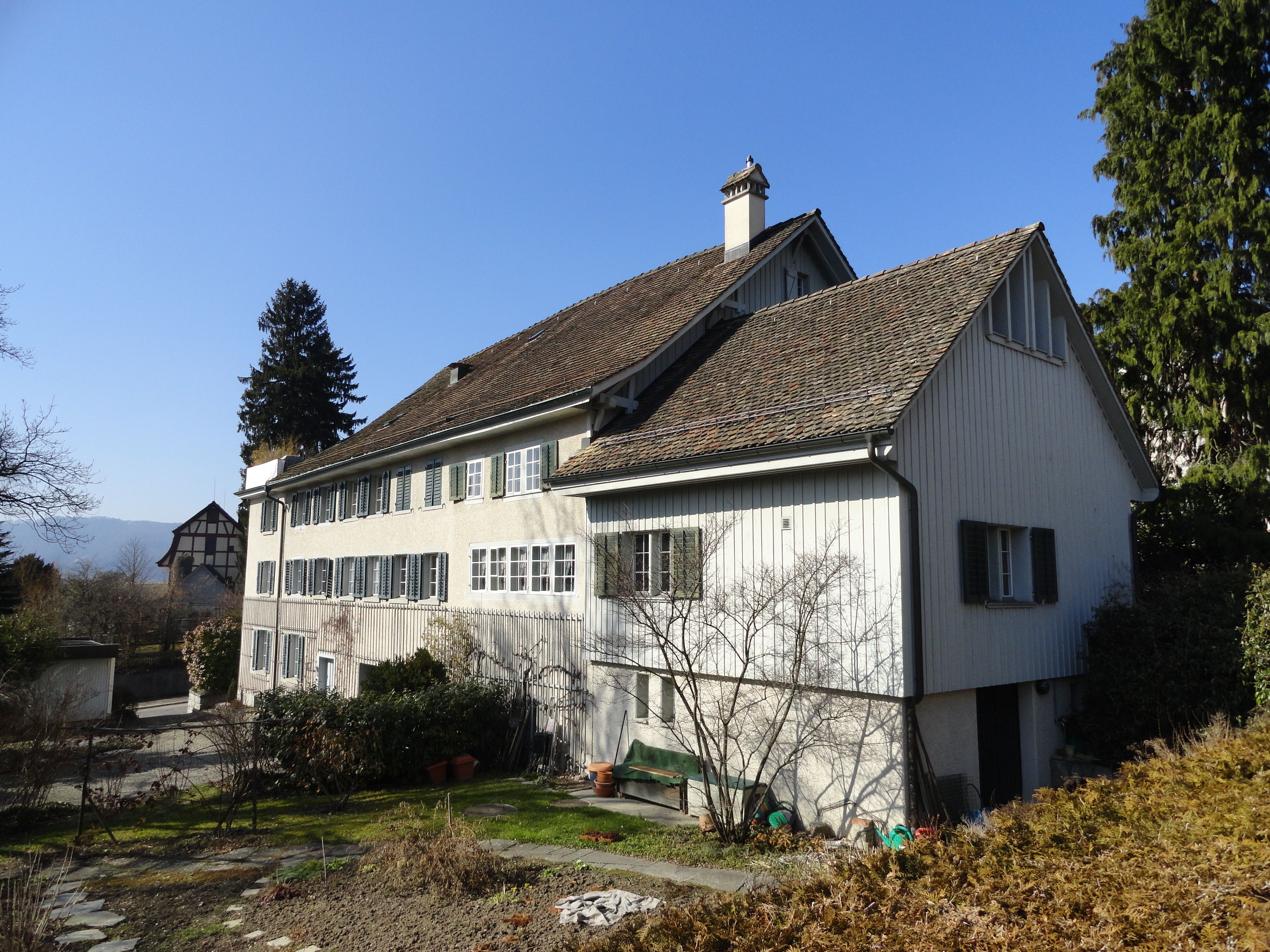
Haus Im Felsengrund

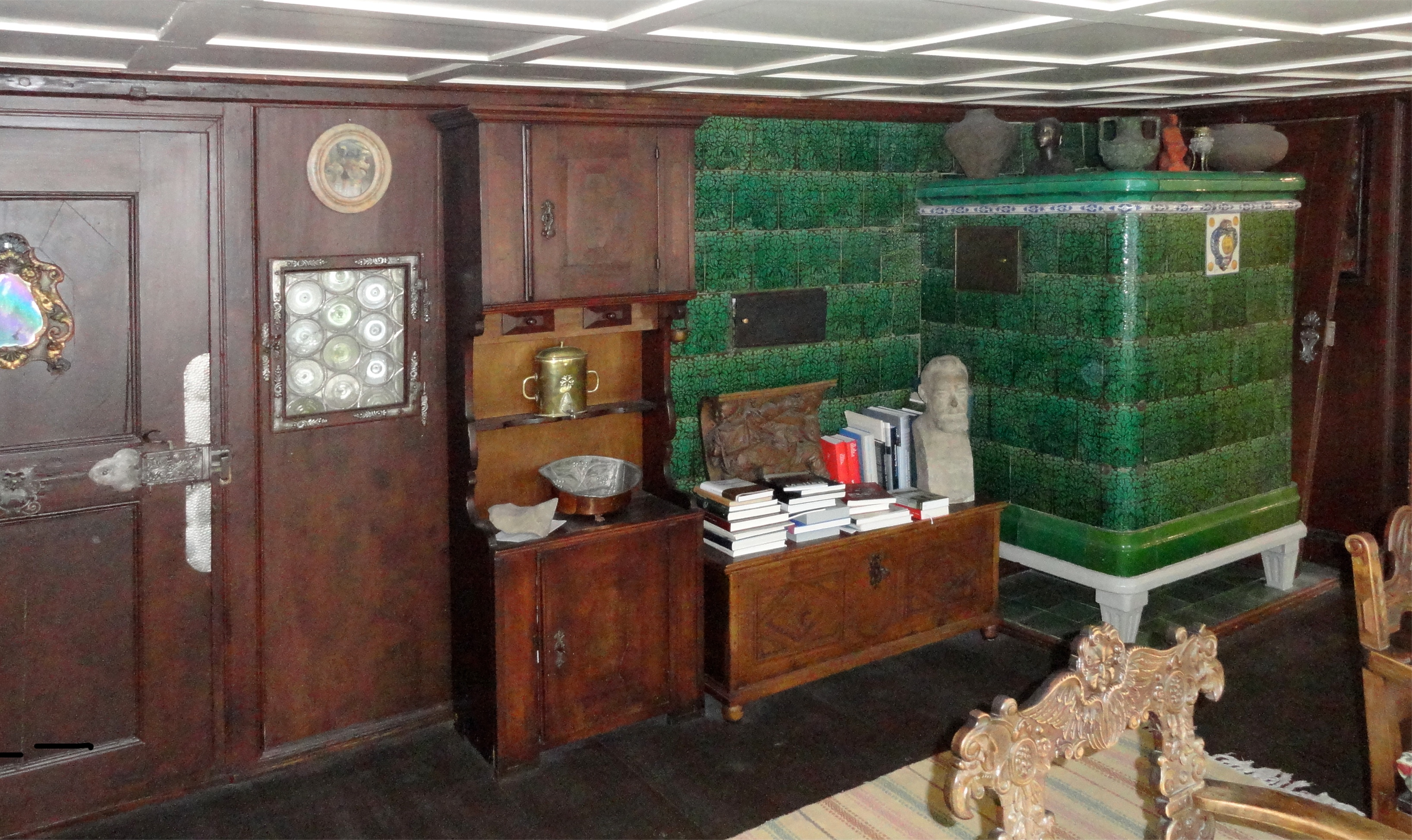
Boscovits-Stube,
Haus Im Felsengrund, jetzt Ortsmuseum Zollikon

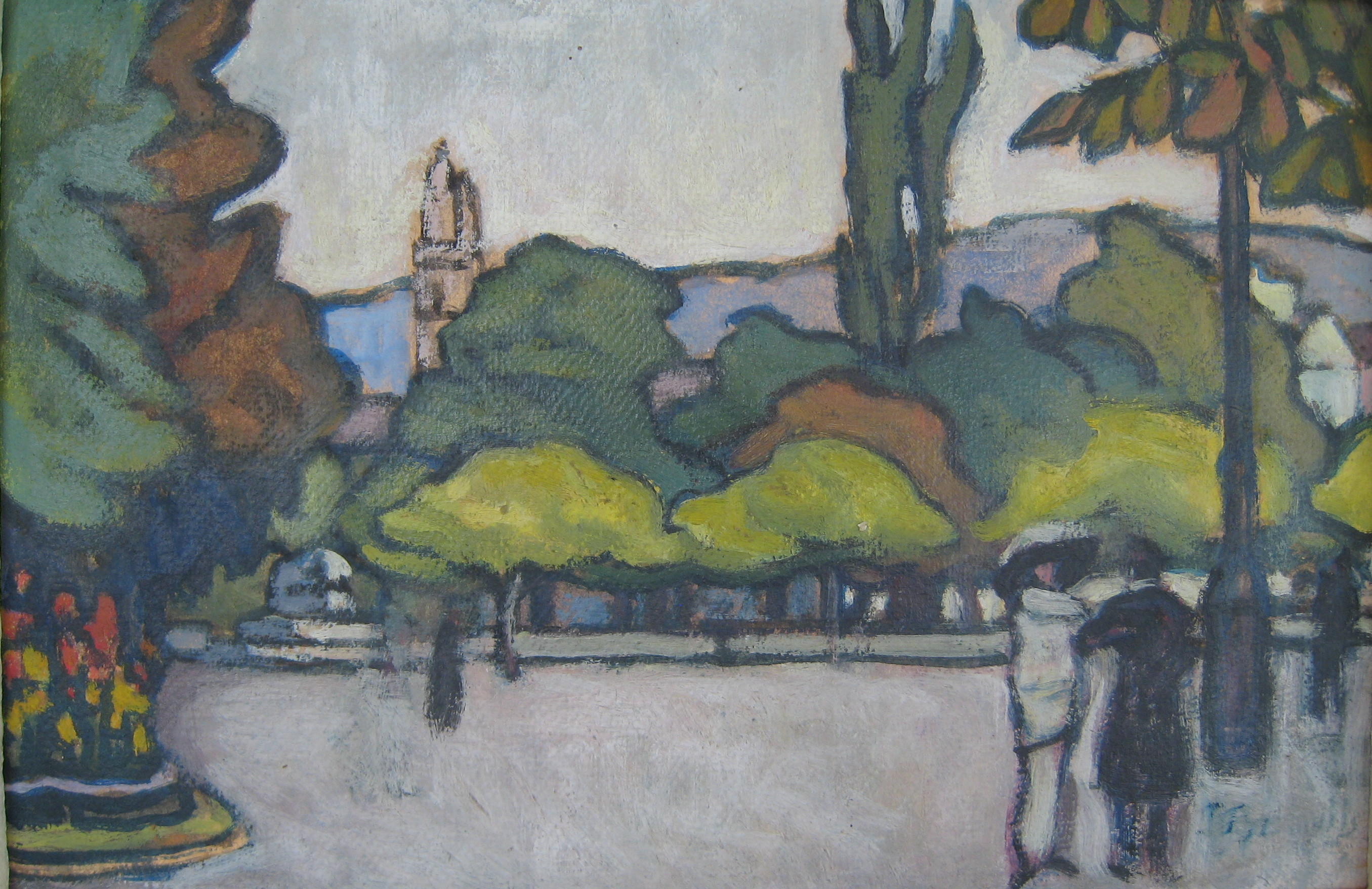
Bürkliplatz Zürich, 1950, Öl auf Karton, 19,9 × 29,5 cm

Fritz Boscovits war der Sohn des Malers und Illustrators Friedrich Boscovits, auch Johann Friedrich, ursprünglich Boskovicz genannt, der als ungarischer Staatsangehöriger 1845 in Budapest geboren wurde und 1918 in Zürich starb. Seine Mutter Mathilde, geborene Adam, entstammte der Münchner Künstlerfamilie Adam. Mit Jean Nötzli zusammen gründete sein Vater 1875 in Zürich die satirische Wochenzeitschrift Der Nebelspalter und gestaltete diese als Zeichner, Redaktor und von 1902 bis 1912 auch als Verleger. 1887 wurde die Familie in Zürich eingebürgert.
Boscovits besuchte 1887 bis 1889 die 1878 gegründete Kunstgewerbeschule Zürich, heute Zürcher Hochschule der Künste ZHdK, und von 1890 bis 1896 die königliche Akademie der Bildenden Künste München. Seine Lehrer waren Ludwig von Löfftz, Franz von Defregger und Paul Hoecker. 1891 arbeitete er an den Freskogemälden des eidgenössischen Postgebäudes in Schaffhausen. Er war nach dem Studium bis 1897 in Florenz tätig und beteiligte sich 1896 an der Kunstausstellung in Genf und im Münchner Glaspalast. Danach arbeitete er in Zürich als Graphiker, Zeichner, Karikaturist und Maler. Reisen führen ihn nach Florenz und Fiesole, wo er sich mit Carlo Böcklin und dessen Vater Arnold Böcklin anfreundete.
Boscovits war seit deren Gründung 1897 Mitglied der Künstler-Vereinigung Zürich, war ab 1902 in deren Vorstand, von 1905 bis 1908 deren Präsident und ab 1924 Freimitglied.
Ab dem Jahr 1898 war er Mitglied Zürcher Kunstgesellschaft, wo er seit 1900 im Vorstand und in der Jury aktiv war. In den Jahren 1914 bis 1922 und 1928 bis 1929 war er erneut Mitglied des Vorstands der Zürcher Kunstgesellschaft. 1904 trat er der GSMBA bei.
Sigismund Righini wurde ihm zum guten Freund; neben gemeinsamen Pflichtterminen in verschiedenen Kommissionen trafen sich beide zum gemeinsamen Malen.
Im Jahr 1900 heiratete er Lilly Köhl aus München. 1906 zog die Familie mit ihren Kindern nach Zollikon und bewohnte dort ab 1917 bis zu seinem Tod das Haus Im Felsengrund, seit 1990 Ortsmuseum.

## Werke
Das Frühwerk steht unter dem Einfluss der Münchner Schule; Boscovits eignete sich die damals vorherrschende tonige Malweise an. Ab 1905 entwickelte sich sein Malstil hin zu starken Konturen und kräftigen, leuchtenden Farben, die mit kühnem Pinselstrich aufgetragen wurden. Er bewegt sich stilistisch im Kreis der neuen Schweizer Malerei, die von Künstlern wie Hodler, Giacometti und Amiet angeführt wird. In diesen Jahren entstanden seine stärksten Ölgemälde. Unter seinen Spätwerken finden sich viele Landschafts- und Genrebilder, die nicht mehr dieselbe ungestüme Vorgehensweise zeigen, sondern ruhiger gemalt sind, mit kleinflächigerem, feinem Strich und in gedämpfteren Farben.
Von seinen Ölgemälden sind heute etwa 300 Werke bekannt. Wichtige Aufträge führte er für das Zürcher Sechseläuten aus: Zwischen 1897 und 1914 wirkte er fünfmal als Zeichner des Festprogramms. Von seiner Wandmalerei haben sich das Wandbild der Seejungfrau über dem Eingang am Seebad Zollikon erhalten sowie die drei Fresken „Frauen und Rehe“ am naturwissenschaftlichen Institut der ETH Zürich.
Einem grösseren Publikum bekannt wurde Boscovits als Zeichner für die Satirezeitschrift Der Nebelspalter. Im Lauf der Jahrzehnte entstanden über 5000 Zeichnungen und Karikaturen, ein Grossteil davon unter dem Kürzel «Bosco». In den 1930er und 40er Jahren publizierte er gegen 3000 Karikaturen in anderen Schweizer Zeitschriften.

## GalerieLithografie, Karikatur, Plakat

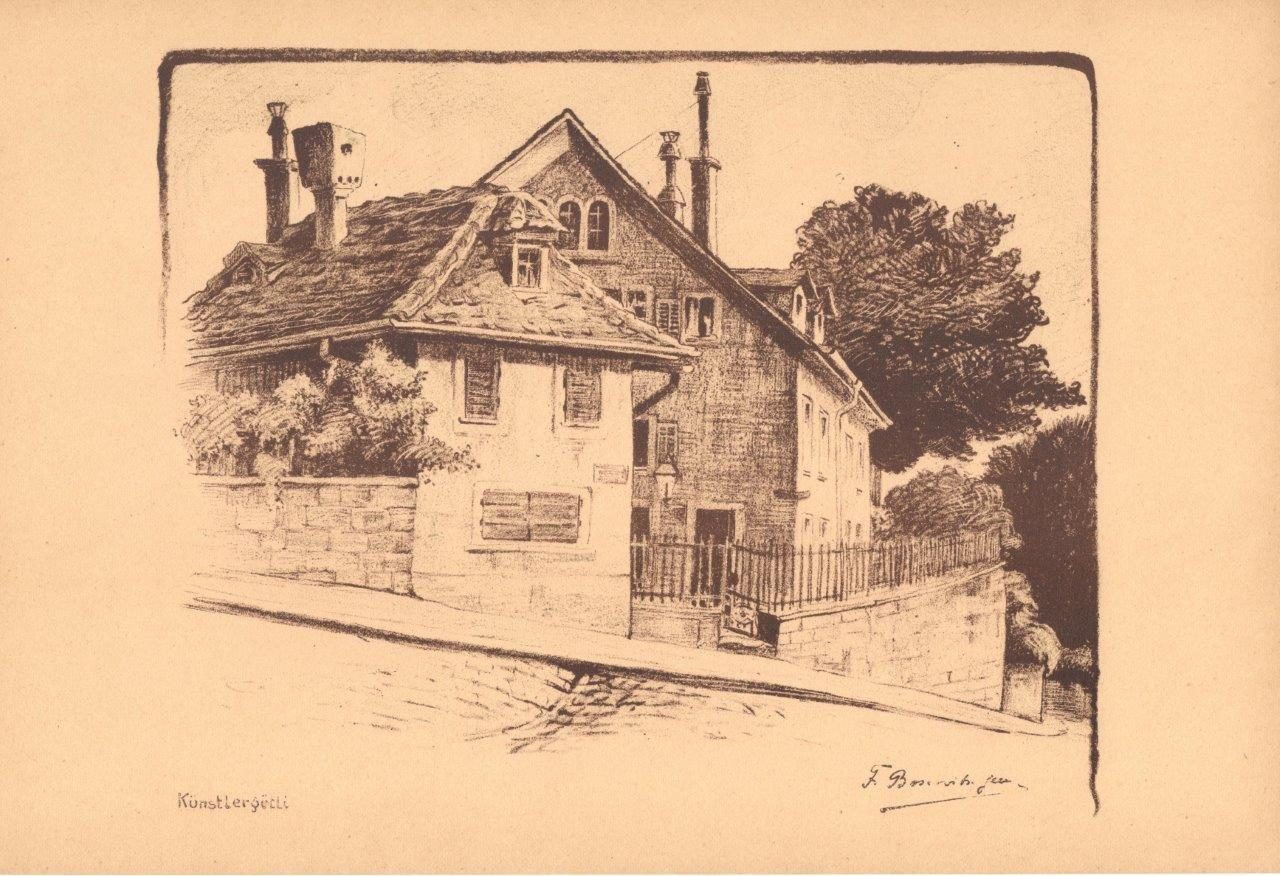
Das «Künstlergütli» mit dem ehemaligen Wohnhaus als «Wirtschaft zum Künstlergütli», erstes «Kunsthaus» von Zürich, aus Malerische Winkel, Zürich 1905
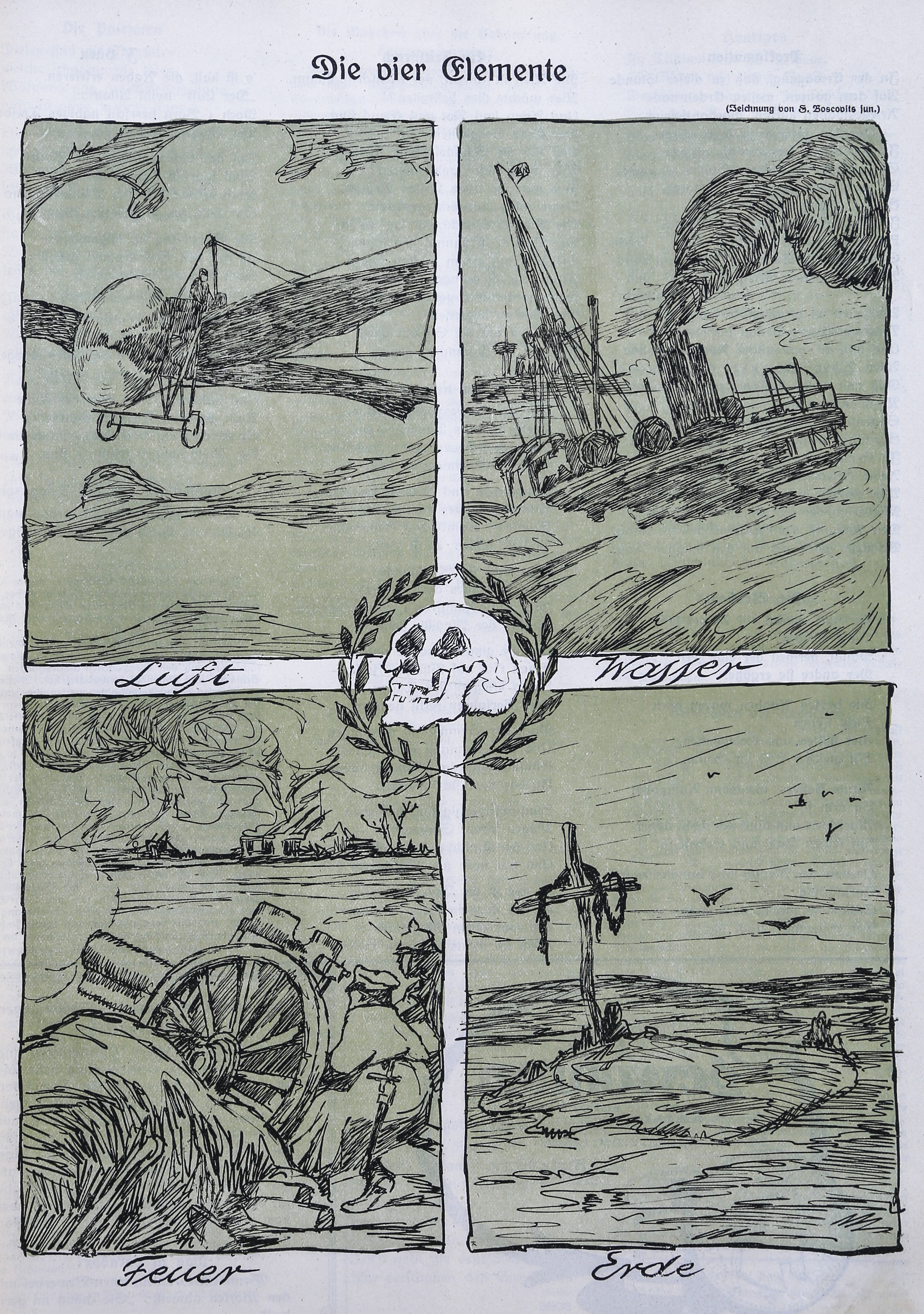
Die 4 Elemente 1914, Karikatur im Nebelspalter Nr. 43, 28. November 1914
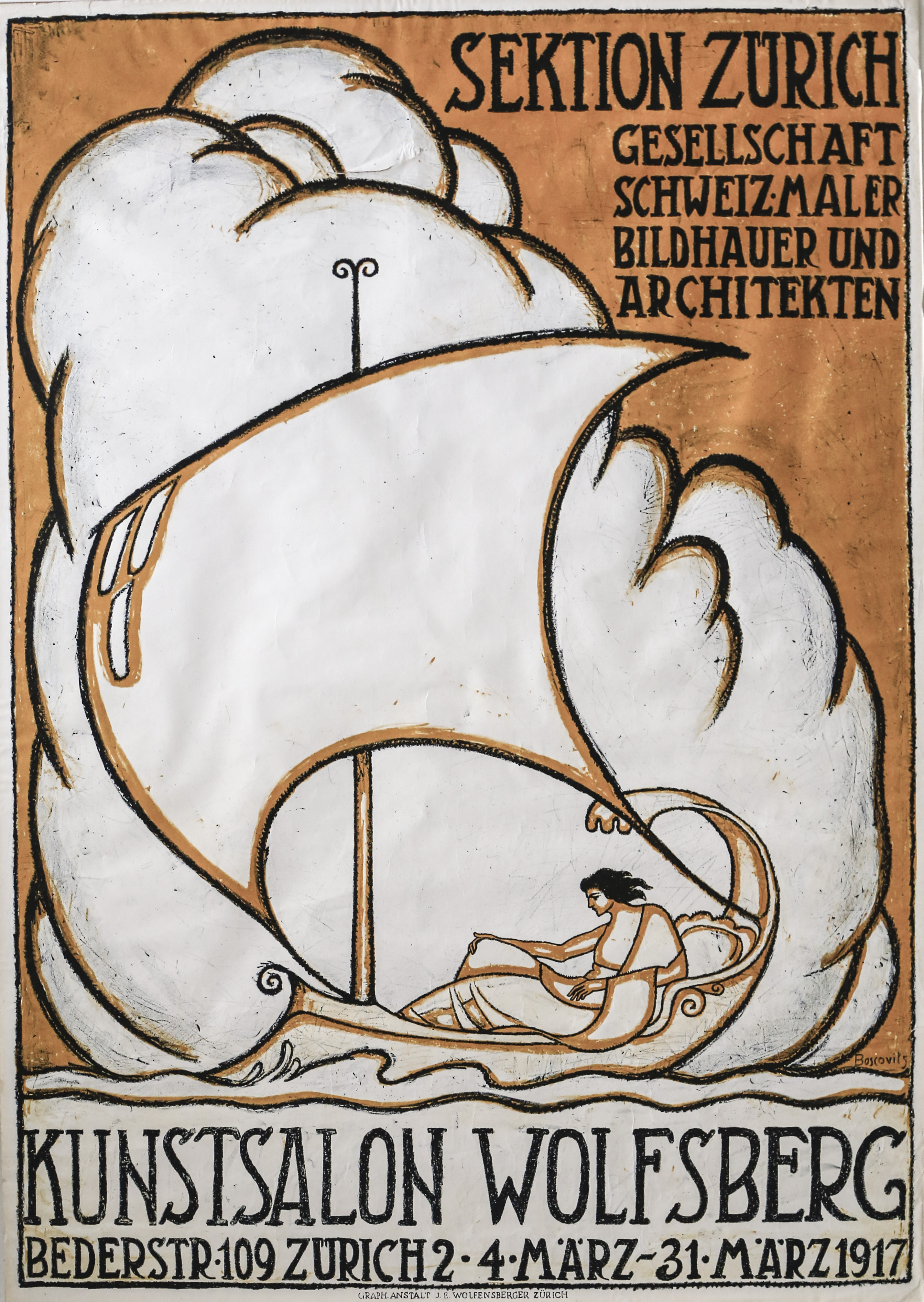
Sektion Zürich Gesellschaft Schweizerischer Maler Bildhauer und Architekten, 1917, Plakat, Lithographie
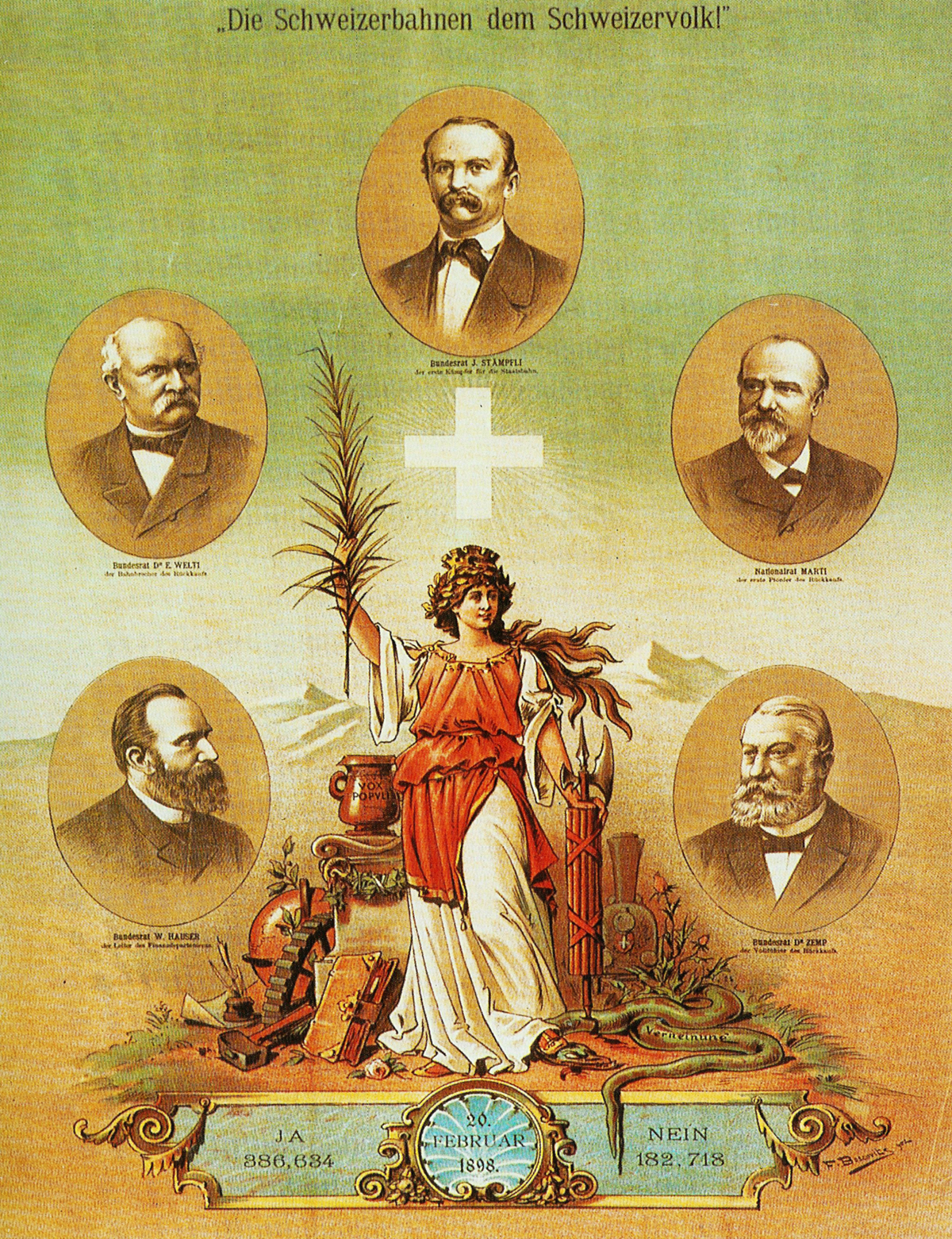
Plakat, Gründung der SBB, Die Schweizerbahnen dem Schweizer Volk. 1898 stimmte eine Mehrheit für die Verstaatlichung der grossen Privatbahngesellschaften.

Den Lebensunterhalt für sich und seine Familie verdiente Boscovits, abgesehen von seiner Arbeit als Karikaturist, auch als Graphiker. Er entwarf eine Vielzahl von Plakaten, Einladungs- und Menükarten etc. im Auftrag von verschiedenen Institutionen. Hier ist der Einfluss des Jugendstils besonders gut zu erkennen. Im Jahr 1905 entstanden Malerische Winkel, 36 Lithographien mit Motiven aus der Stadt Zürich.
Boscovits beteiligte sich regelmässig an den Ausstellungen der Zürcher Kunstgesellschaft, der Künstler-Vereinigung Zürich und der GSMBA.

## Ausstellungen (Auswahl)
- Kunstausstellung (Amiet, Boscovits, Boss, Buri, Cardinaux, Emmenegger, Giacometti, Hodler). Villa Osenbrüggen, Zürich, 1. November – 6. Dezember 1908.
- Hülfsaktion für Zürcher Künstler, (Paul Bodmer, Fritz Boscovits, Willy Fries, Ferdinand Hodler u. a.) Kunsthaus Zürich, 10. Dezember 1914 – 17. Januar 1915.
- 6. Ausstellung der GSMBA, Kunsthaus Zürich, 3. – 31. Oktober 1915.
- Fritz Boscovits, Einzelausstellung, Galerie Neupert, Zürich, 9. – 31. Mai 1916.
- 17. nationale Kunstausstellung, Kunsthaus Zürich, 26. Mai – 22. Juli 1928. Katalog: Fretz, Zürich 1928. (Ernst Aebi, … Cuno Amiet … Fritz Boscovits u. a.)
- 18e exposition nationale des Beaux-Arts. (Otto Abt … Cuno Amiet, Fritz Boscovits, Willy Fries u. a.) Palais des expositions, Genf, 30. August – 11. Oktober 1931.
- Neue schweizerische Wandmalerei. Kunsthaus Zürich, 17. November 1934 – 9. Januar 1935, mit Ausstellungskatalog (Cuno Amiet … Fritz Boscovits u. a.)
- Ausstellung (Fritz Boscovits, Pietro Chiesa, Alfred Marxer u. a.) Kunsthaus Zürich, 24. September – 21. Oktober 1936.
- Gedenkausstellung für Fritz Boscovits. Oberdorfstrasse 14, Zollikon, ab 17. Dezember 1965.
- Fritz Boscovits – Ölgemälde. Karikaturen. Grafik. Eine Sonderausstellung im ehemaligen Atelier- und Wohnhaus des Künstlers, 11. März bis 16. Juli 2017, kuratiert von Regula Schmid und dem Ortsmuseum Zollikon.

## Literarische Werke und Illustrationen
- Malerische Winkel in Zürich, Originallithographien. Selbstverlag, Zürich 1905, 36 Blätter in Schachtel (Illustrationen von Fritz Boscovits Vater und Sohn).
- 60 Jahre Nebelspalter: knapper Überblick von Bosco, dem Sohn des Gründers J. F. Boscovits. In: Nebelspalter, Nr. 50, 13. Dezember 1935, S. 18, 20.
- Erinnerungen an Arnold Böcklin. In: Schweizer Kunst, Nr. 3, März 1943, S. 19–20 (als Brief verfasst, Beginn: «Mein lieber College Hügin»).
- Festzug zur Einweihung der neuen Universität Zürich: «Bilder aus der Geschichte des wissenschaftlichen Lebens» : veranstaltet am Sechseläuten, 20. April 1914, von den Zünften Zürichs und der Studentenschaft. Text von Arnold Meyer; Zeichnungen von Fritz Boscovits sen. u. jun. Offizielles Festalbum, hg. vom Central-Comite der Zünfte Zürichs. Fretz, Zürich [1914].
- mit Otto Helmut Lienert: Das lustige Bo-Li-Buch. Verbandsdruckerei, Bern 1938.